# Siphogenerinoidinae
Siphogenerinoidinae es una subfamilia de foraminíferos bentónicos de la Familia Siphogenerinoididae, de la Superfamilia Buliminoidea, del Suborden Buliminina y del Orden Buliminida. Su rango cronoestratigráfico abarca desde el Turoniense (Cretácico superior) hasta la Actualidad.

## Discusión
Clasificaciones previas incluían Siphogenerinoidinae en el Suborden Rotaliina y/o Orden Rotaliida.

## Clasificación
Siphogenerinoidinae incluye al siguiente género:
- Clavelloides
- Euloxostomum
- Hiltermannella †
- Hopkinsinella
- Loxostomina
- Parabrizalina
- Rectobolivina
- Sagrinella
- Saidovina
- Siphogenerinoides †
- Spiroloxostoma †

Otro género considerado en Siphogenerinoidinae pero habitualmente incluido en otra familia es:
- Hopkinsina, también considerado en la Familia Stainforthiidae de la Superfamilia Turrilinoidea

Otros géneros considerados en Siphogenerinoidinae son:
- Loxostomella, aceptado como Loxostomina
- Parabrizalina, aceptado como Loxostomina
- Vsevolodia †, aceptado como Spiroloxostoma